# Liste der Baudenkmale in Bösel
Die Liste der Baudenkmale in Bösel enthält Baudenkmale der niedersächsischen Gemeinden Bösel und Petersdorf. In den Dörfern Edewechterdamm, Glaßdorf, Hülsberg, Osterloh, Ostland, Overlahe und Westerloh befinden sich keine Baudenkmale. Der Stand der Liste ist das Jahr 2018.

## Bösel
| Lage                                                           | Bezeichnung                  | Beschreibung       | ID | Bild |
| -------------------------------------------------------------- | ---------------------------- | ------------------ | -- | ---- |
| Am Kirchplatz 1 53° 0′ 19″ N, 7° 57′ 18″ O                     | St. Cäcilia                  | Katholische Kirche |    |      |
| Am Kirchplatz 32/Friesoyther Straße 53° 0′ 22″ N, 7° 57′ 16″ O | Kriegerdenkmal               | [ 1 ]              |    | BW   |
| Overlaher Straße 10 53° 0′ 27″ N, 7° 57′ 17″ O                 | Wohn- und Wirtschaftsgebäude | [ 1 ]              |    |      |

## Petersdorf
| Lage                                    | Bezeichnung                  | Beschreibung                 | ID | Bild |
| --------------------------------------- | ---------------------------- | ---------------------------- | -- | ---- |
| Hauptstraße 20 53° 0′ 6″ N, 8° 1′ 49″ O | St. Peter und Paul           | Katholische Kirche           |    |      |
| Hauptstraße 18 53° 0′ 6″ N, 8° 1′ 47″ O | Weltkriegsdenkmal Petersdorf | Weltkriegsdenkmal Petersdorf |    |      |